# Berbigão
Berbigão (pl.: berbigões; ou brebigão) é o nome comum, ou denominação vernácula, em português, que pode ser dado às seguintes espécies ou gêneros de moluscos bivalves, marinhos e costeiros, utilizados na alimentação humana:

## Em Portugal
- Cerastoderma edule (Linnaeus, 1758) - família Cardiidae;[1][4][9][12][13] também denominado berbigão-comum-europeu[13]
- Gênero Cerastoderma Poli, 1795 - família Cardiidae;[15][16] denominados cockle (sing.), em inglês[17][18]
- Acanthocardia aculeata (Linnaeus, 1758) - família Cardiidae;[19] denominado berbigão-de-bicos[9]
- Acanthocardia echinata (Linnaeus, 1758) - família Cardiidae;[19] denominado berbigão-de-bicos[9]
- Acanthocardia paucicostata (G. B. Sowerby II, 1834) - família Cardiidae;[19] denominado berbigão-de-bicos[9]
- Acanthocardia tuberculata (Linnaeus, 1758) - família Cardiidae;[19] denominado berbigão-grande[9]
- Laevicardium crassum (Gmelin, 1791) - família Cardiidae;[20] denominado berbigão-lustroso[9]
- Laevicardium oblongum (Gmelin, 1791) - família Cardiidae;[20] denominado berbigão-lustroso[9]

## No Brasil
- Dallocardia muricata (Linnaeus, 1758); ex Trachycardium muricatum - família Cardiidae[2][4][12][13][21]
- Anomalocardia flexuosa (Linnaeus, 1767); ex Anomalocardia brasiliana - família Veneridae[3][4][7][10][11][12][13][22][23]
- Tivela mactroides (Born, 1778) - família Veneridae[5][6][7][24]

O agrônomo Eurico Santos, divulgador da fauna do Brasil, afirma que "o nome dado ao marisco propagou-se por confusão" e ainda cita uma quarta espécie denominada berbigão, na América do Sul: Leukoma pectorina (Lamarck, 1818); por ele nomeada Chione pectorina e pertencente à família Veneridae. Rodolpho von Ihering comenta, no seu Dicionario dos Animais do Brasil, esta denominação para Anomalocardia flexuosa e cita que "em Portugal dão êste nome à concha que aqui mencionamos sob mija-mija", outro nome dado para Dallocardia muricata. O Dicionário Houaiss da Língua Portuguesa afirma que sua etimologia provém da palavra grega bérberi, significando concha com pérola; de "combinatória morfonológica e evolução não esclarecidas". Carlos Nobre Rosa comenta que "os berbigões são muito procurados porque constituem bom petisco. Preparados com molho ou com arroz são bem saborosos. Por estes motivos encontram-se à venda nos mercados e bancas de ostras".

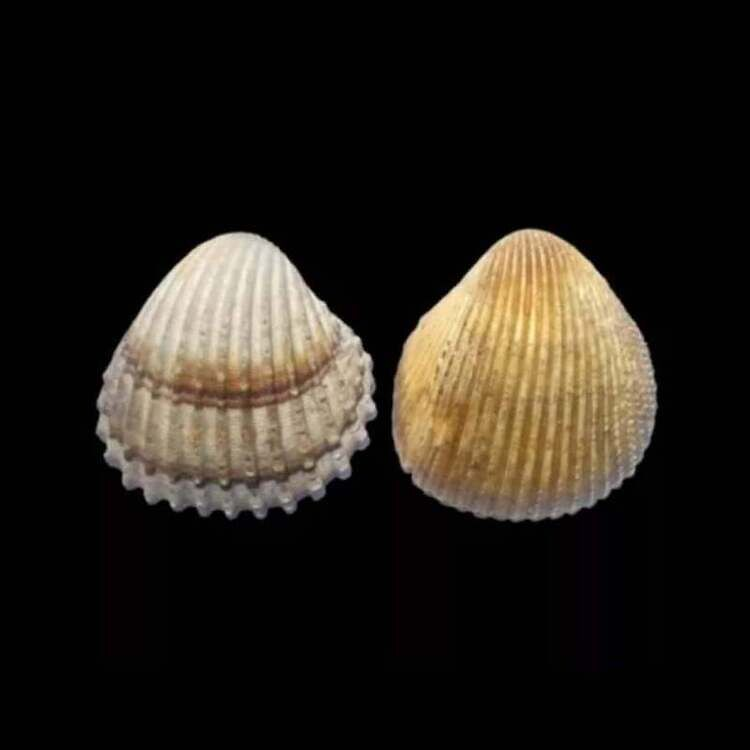
À esquerda o berbigão-grande europeuː Acanthocardia tuberculata (Linnaeus, 1758); à direita a espécie sul-americanaː Dallocardia muricata (Linnaeus, 1758).

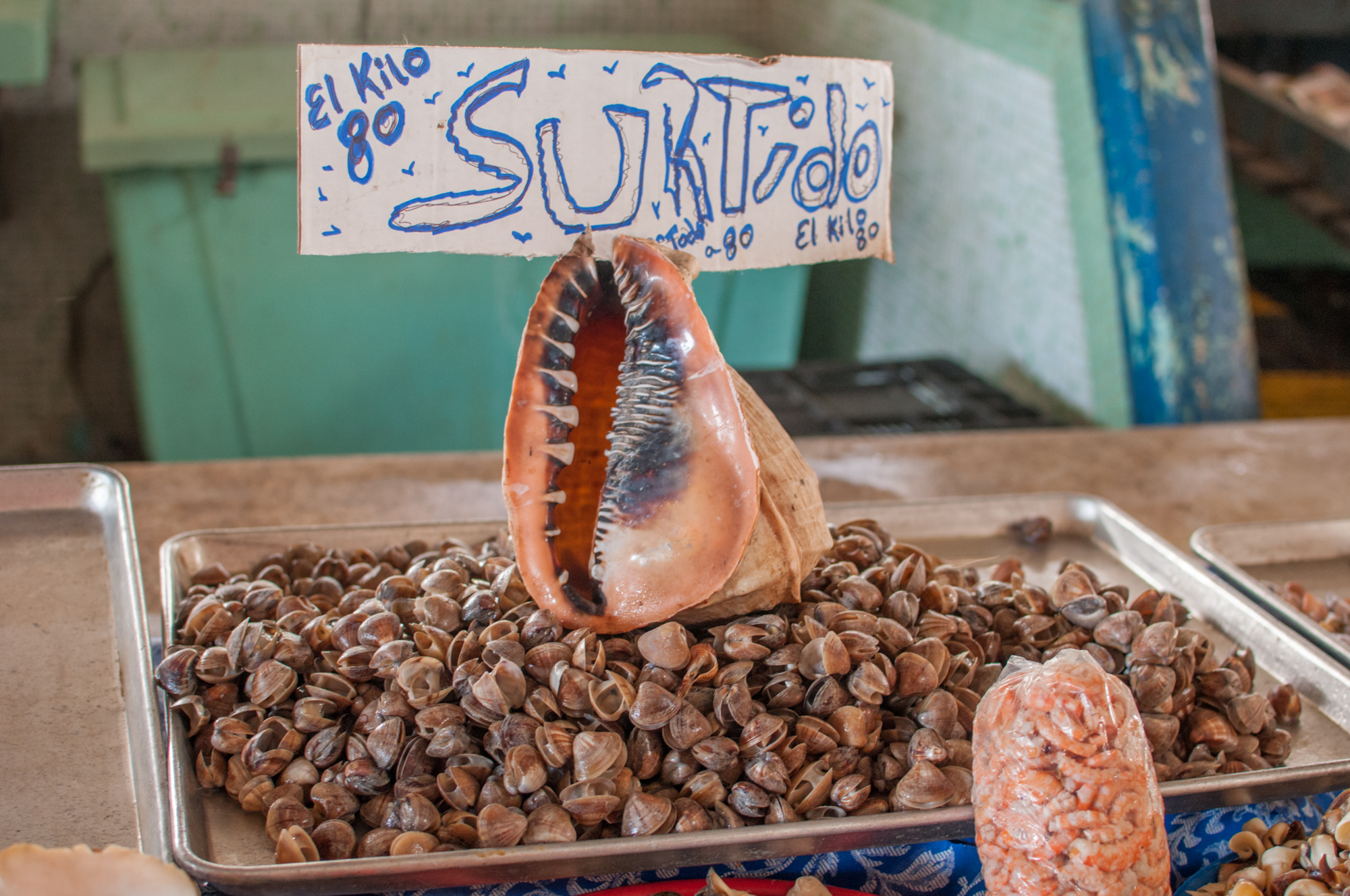
Berbigões sul-americanos da espécie Tivela mactroides (Born, 1778) são comercializados sob uma concha de Cassis, na Venezuela; onde recebem a denominação vernácula guacuco.

## Conservação
Embora fossem consideradas espécies comuns, durante o século XX, em 2018 a Anomalocardia flexuosa e a Tivela mactroides foram colocadas no Livro Vermelho da fauna brasileira; publicado pelo ICMBio; consideradas, respectivamente, como espécie pouco preocupante (LC) e espécie deficiente de dados (DD).

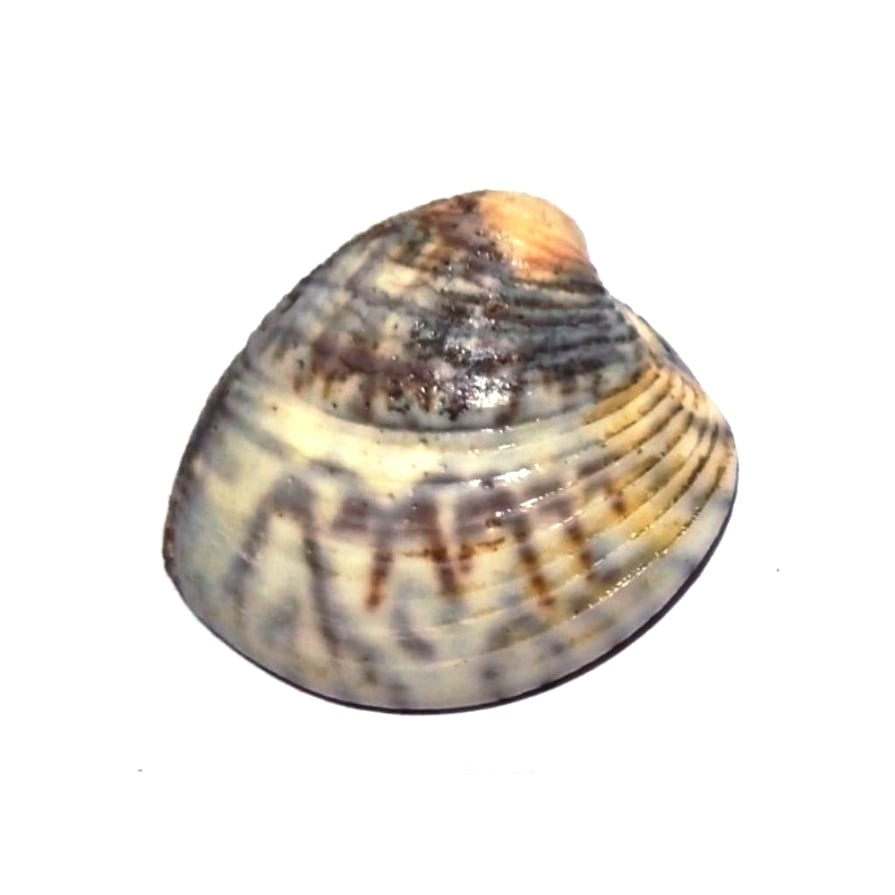
O berbigão comercialmente mais importante da costa brasileira pertence à espécie Anomalocardia flexuosa (Linnaeus, 1767); ex Anomalocardia brasiliana Gmelin, 1791; que está sofrendo um impacto ambiental a ponto de ser colocado no Livro Vermelho da fauna brasileira ameaçada; publicado pelo ICMBio.